# غلزار (مقاطعة دورة)
غلزار (بالفارسية: گلزار) هي قرية تقع في قسم دورة الريفي (مقاطعة دورة) في إيران. يقدر عدد سكانها بـ 136 نسمة .